# Miss France
Pour les articles homonymes, voir Miss.

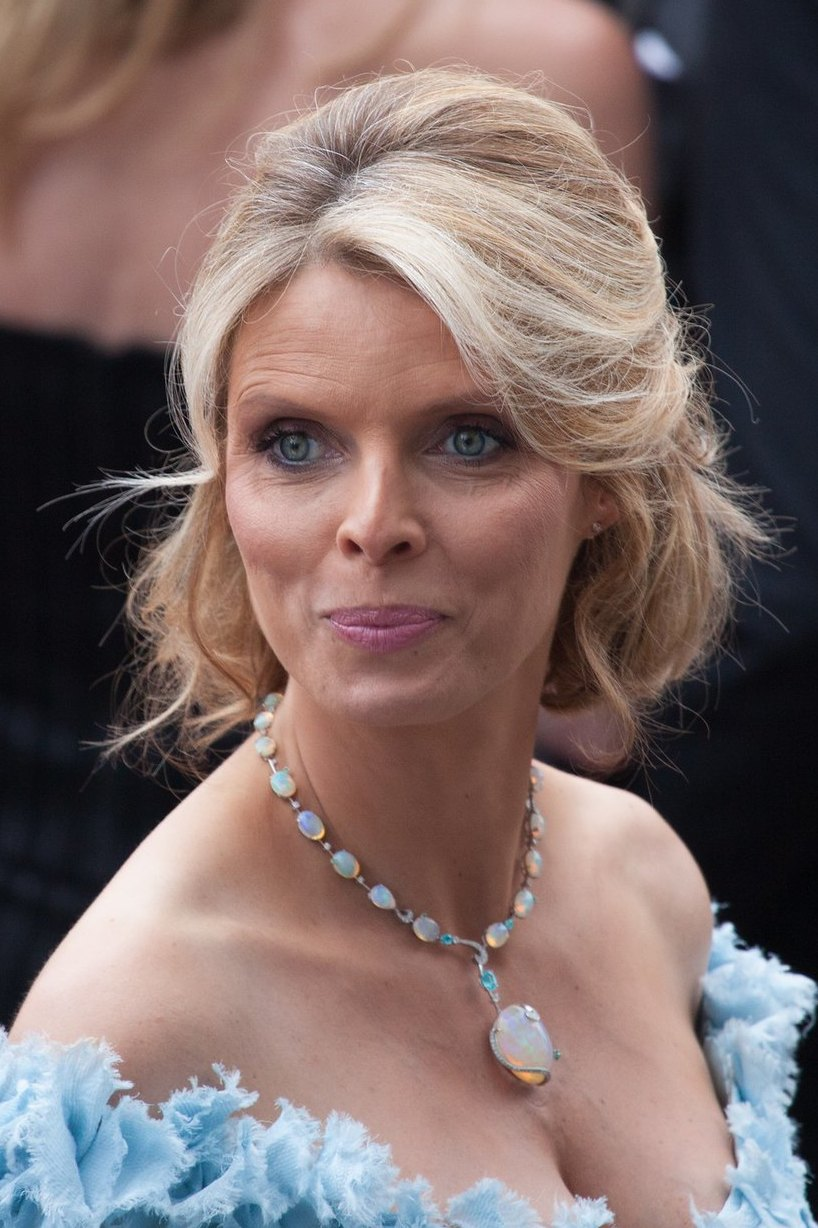
Sylvie Tellier, Miss France 2002 et, de 2007 à 2022, directrice générale de la société Miss France et de Miss Europe Organisation.

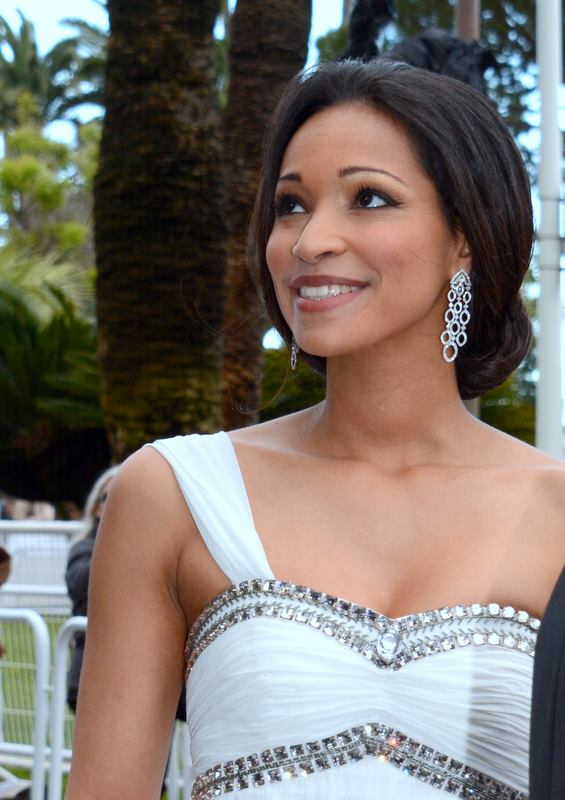
Cindy Fabre, Miss France 2005, directrice du concours Miss France de 2022 à 2025.

Miss France est un concours de beauté destiné à des Françaises âgées de plus de 18 ans et mesurant au minimum 1,70 m, ouvrant droit pour sa gagnante au titre annuel du même nom.
Créé en 1920 par Maurice de Waleffe sous le titre de « la plus belle femme de France », ce concours est diffusé en direct à la télévision depuis 1987 et a entre-temps inspiré la création des concours de Miss Europe, Mister France et Mister National.
Le concours Miss France est le plus ancien concours de beauté du monde encore en vigueur.
Le comité Miss France, fondé par Guy Lévy en 1954, organisait les concours régionaux et sélectionnait pour la « société Miss France » les différentes participantes au concours national. Cette association fut présidée à partir de 1981 par Geneviève de Fontenay, qui était par ailleurs salariée de la « société Miss France », tout comme la Miss France élue, cette dernière jusqu'à l'élection suivante, donc sur une durée d’un an. À la suite de son départ de la « société Miss France » le 1er avril 2010, Geneviève de Fontenay décide de changer la dénomination de l'association. Elle rompt ses relations avec la société Endemol Productions, qui se met à gérer elle-même l’organisation des élections des Miss régionales, en prévision de l'élection nationale de Miss France.
La marque « Miss France » est détenue par la société de production de films et de programmes pour la télévision « Miss France » — société par actions simplifiée (SAS), aussi appelée « société Miss France » — dont le président en 2013 est Nicolas Coppermann et la directrice générale Sylvie Tellier à partir de 2007. Cette « société Miss France », située aux 8-10 rue Torricelli dans le 17e arrondissement de Paris, est une filiale du groupe audiovisuel Endemol France, filiale de la société néerlandaise Endemol Shine Group. Elle est chargée de la production et de l’organisation du concours, ainsi que de la sélection des Miss régionales depuis 2010.
En octobre 2021, une nouvelle société Miss France est créée, dont la présidence est confiée à Alexia Laroche-Joubert et la direction générale à Sylvie Tellier puis Cindy Fabre,. Le 17 novembre 2023, Alexia Laroche-Joubert annonce quitter son poste afin de se consacrer pleinement à la tête de Banijay France. Frédéric Gilbert, producteur emblématique de l'émission, est alors nommé directeur général de la Société Miss France. Le 22 janvier 2025, la société Miss France annonce, à travers un communiqué, mettre fin à sa collaboration avec Cindy Fabre et qu'elle ne sera pour le moment pas remplacée,.
Le concours Miss France est qualificatif pour les concours de beauté internationaux Miss Univers ou Miss Monde selon le choix de la Miss France. La jeune femme classée en deuxième position, appelée « première dauphine », représente la France dans l'autre concours.

## Processus d'élection et règlement
La finale, qui se tient au cours d'une cérémonie nationale, diffusée en direct en soirée à la télévision, consiste à faire élire par un jury composé de personnalités artistiques, sportives ou médiatiques et par les votes des téléspectateurs celle des candidates sélectionnées qui, pendant une année entière, portera le titre de Miss France. Les candidates sont les Miss régionales, choisies pour représenter les régions de France métropolitaine et d'outre-mer.
Depuis l'élection de Miss France 2020, le processus électoral est le suivant :
- quelques jours avant la cérémonie nationale, la société Miss France présélectionne 15 Miss parmi les Miss régionales participantes, selon des critères physiques, d'élocution, de comportement et à la suite de tests de culture générale ; cette présélection de 15 candidates est révélée au cours de la cérémonie nationale ;
- ensuite, le jury et les téléspectateurs votent à 50 % chacun pour choisir les 5 finalistes parmi les 15 candidates ayant été présélectionnées ;
- puis, seul le vote des téléspectateurs permet de classer les 5 finalistes restantes et ainsi de désigner la Miss France et ses 4 dauphines.

Pour devenir Miss France, il faut impérativement :
- être de sexe féminin ;
- être de nationalité française (de naissance ou par naturalisation)[10] ;
- être âgée de 18 ans minimum à la date du 1er novembre de l'année en cours ;
- mesurer au minimum 1,70 m[10] ;
- posséder un casier judiciaire vierge[11].

Il ne faut pas :
- avoir posé partiellement ou totalement dénudée ou promouvoir des activités érotiques[10] ;
- avoir eu recours à la chirurgie plastique (excepté la chirurgie réparatrice)[11] ;
- avoir associé son écharpe régionale à de la propagande politique ou religieuse[10].

En décembre 2021, la présidente de la société Miss France, Alexia Laroche-Joubert, annonce que les personnes transgenres pourront désormais participer au concours Miss France.
Depuis début 2022, le règlement du concours a évolué, désormais aucune limite d’âge n’est exigée, les femmes mariées et/ou mères de famille peuvent également se présenter et les tatouages sont désormais acceptés.

## Retransmissions à la télévision
La soirée de l'élection de Miss France est intégralement diffusée à la télévision depuis 1986 (élection de Miss France 1987). Elle est retransmise tout d’abord, entre décembre 1986 et décembre 1994 sur France Régions 3  devenue France 3 en 1992, puis sur TF1 depuis décembre 1995. Elle a été présentée par :
- Guy Lux : Miss France 1987, avec Céleste au standard d'Europe 1 ;
- Sacha Distel : Miss France 1988 et Miss France 1989 ;
- Yves Lecoq : Miss France 1990 et Miss France 1991 ;
- Julien Lepers : Miss France 1992 (FR3), Miss France 1993, Miss France 1994 et Miss France 1995 ;
- Jean-Pierre Foucault : depuis l'élection de Miss France 1996 ;
- Geneviève de Fontenay : de Miss France 1987 à Miss France 2010 (FR3, France 3 puis TF1) ;
- Sylvie Tellier : de Miss France 2009 à Miss France 2023 ;
- Cindy Fabre : à partir de Miss France 2023.

Il y a eu des variantes dans le nom de la soirée Miss France. Le 31 décembre 1986, la première retransmission télévisée de l'élection (Miss France 1987) se déroule dans le cadre de l'émission C'est demain 87, une formule dérivée du divertissement C'est aujourd'hui demain présenté par Guy Lux. En décembre 1988, l'élection de Miss France 1989 a pour nom Avec Sacha Distel, élisez Miss France.
Les présentateurs sont généralement accompagnés durant la cérémonie des membres du comité (ou de la société) Miss France telles que Geneviève de Fontenay, son fils Xavier puis Sylvie Tellier ainsi que de la Miss France de l'année en cours qui remet son titre. Ils assistent le présentateur à de nombreuses reprises (présentation du jury, annonce des demi-finalistes et finalistes, annonce du palmarès final, etc.).
Le direct se déroule généralement avec trois grands défilés : défilé en robe du soir, en costumes régionaux, en maillot de bain et les interviews par l'animateur des quinze miss sélectionnées, puis plus tard des cinq miss restantes. Il est même arrivé lors de certaines élections que le jury également pose directement des questions aux miss sélectionnées.
Sélection et vote : parmi toutes les miss en compétition, quinze miss sont sélectionnées (sélection faite quelques jours avant par le comité de présélection qui a évalué les miss individuellement). L'annonce est faite sous contrôle d'un huissier de justice. De ces quinze miss choisies, cinq sont ensuite sélectionnées par les membres du jury de personnalités présent lors du direct (avec le ou la président(e) du jury) et le public par téléphone. Parmi les cinq dernières miss en lice sont élues Miss France et ses quatre dauphines (désignation faite par le jury et le public jusqu'à Miss France 2009).
Pour l'élection de Miss France 2010, le vote change pour la désignation en fin d'émission de Miss France et ses dauphines puisque seul le public par téléphone est chargé d'élire Miss France et ses dauphines parmi les 5 dernières Miss en liste. En cas d'égalité des voix du vote du public, c'est le jury qui doit désigner la future Miss France.
Un co-présentateur est chargé de comptabiliser les votes par téléphone (annonce des numéros attribués aux Miss, des numéros de téléphone pour la métropole et l'Outre-mer et comptage des votes) et de veiller au bon déroulement du vote. Il n'a pas la fonction d'huissier ; c'est un huissier de justice qui porte l'enveloppe des résultats et la donne à l'animateur et au président (ou la présidente) du jury lors de la proclamation des résultats. Yves Derisbourg a exercé cette fonction de l'élection de Miss France 1989 à 2011. À partir de l'élection de Miss France 2012, il est remplacé par Thierry Baumann.
Depuis 2002, l’élection est produite par la société Endemol France, qui a racheté les droits de Miss France pour une somme de 5 à 6 millions d'euros, une somme qui représente deux années de droits payés par TF1 à Endemol pour la diffusion de l'élection.

## Histoire de Miss France

### La plus belle femme de France
L'expression « Miss France » est née durant la Première Guerre mondiale. Mais la presse parisienne, anti-américaine à l’époque, ne l'utilise pas. L’expression « la plus belle femme de France » lui est donc préférée. Après le conflit, le journaliste mondain fondateur de Paris-Midi et du Mouvement de presse latine Maurice de Waleffe (1874-1946) crée le concours national de « la plus belle femme de France ». Il dit : « L'intérêt est double. D'abord en mettant la splendeur physique au concours, on la force à se montrer. Ensuite, le choix de la majorité indiquera le type instinctif d'une nation ».
Le succès de la première édition est important : 1 700 jeunes filles s’inscrivent et, après une première sélection de 49 candidates par un jury. Elles paraissent sept par sept pendant sept semaines sur les écrans des cinémas, pendant l'entracte. Les spectateurs reçoivent alors à l’entrée un bulletin de vote. La première lauréate de 1920 est Agnès Souret, âgée de 17 ans, élue par une majorité de 114 994 voix,,.
Lors de l'exposition spécialisée de 1937, Maurice de Waleffe crée l'évènement en invitant des mannequins de l'Empire colonial français : des Miss Guadeloupe, Annam, Sénégal, Tonkin, Tunisie et Cambodge. Le président de la République française Albert Lebrun les invite à goûter au palais de l'Élysée. Présentées ensuite à l'île aux Cygnes, leur présence est un tel succès que l'on doit refuser 20 000 entrées à 20 francs.
Maurice de Waleffe crée par la suite le concours Miss Europe, avec la participation du producteur Jean Barone. Ce dernier s'associe en 1948 avec l'artiste et animateur de spectacles Jean Raibault, dit « Charlys », pour créer l'événement Miss France, géré par le « comité Miss France » dit « de Marseille ».

### Miss France
Le terme « Miss France » est officiellement « inventé » en 1927 par Robert et Jean Cousin. La première élection de Miss France (et non plus de « la plus belle femme de France ») a lieu cette année-là et couronne Roberte Cusey.

### Le concours depuis 1947
Le décès de Maurice de Waleffe, en 1946, relance le processus.
À partir de cette année-là, un certain nombre d’organisations plus ou moins informelles se créèrent jusqu'à la création d'associations :
- le comité de « Charly’s », en 1951 ;
- l’association « Comité Miss France, Miss Europe, Miss Univers » en 1954 fondé par Guy Lévy dit « Guy Rinaldo » et Louis de Fontenay et dont la secrétaire administrative est Geneviève Mulmann. Guy Rinaldo en assure la présidence jusqu'à son décès en 1992[22].

En 1964, naît le premier magazine français à destination des adolescentes, Mademoiselle Âge tendre. Tirant à 400 000 exemplaires, il lance dès ses débuts un concours calqué sur Miss France (« Mademoiselle Âge Tendre » de l'année, ou « M.A.T. de l'année »), qui représente réellement pour les jeunes filles de l'époque un pendant adolescent à l'élection nationale.
Lors du réveillon de 1986, Guy Lux anime la soirée sur TF1 et craint une faible audience avec l'abbé Pierre pour seul invité. Il décide de retransmettre le concours Miss France qui, de public provincial passe à une audience nationale.

### Polémiques
Geneviève de Fontenay a révélé que Paris Match a refusé de faire sa une avec Corinne Coman, élue Miss France 2003, parce que certaines personnes de la rédaction disaient « qu'une noire en couverture ce n'était pas vendeur » ; Corinne fit la une de l'hebdomadaire seulement dans l'édition d'outre-mer et dans l'édition francophone pour les pays étrangers. Pendant l'élection de Miss France 2009, Geneviève de Fontenay a déclaré que les 36 candidates étaient la vitrine de la France multiraciale.
En novembre 2009, dans une interview à La Dépêche, Geneviève de Fontenay exprime son souhait de voir avant sa mort l'élection d'une Miss France d'origine maghrébine. Des candidates d'origine maghrébine ont déjà représenté leur région à Miss France comme Nawal Benlhal, Miss Lyon, élue troisième dauphine de Miss France 2001 et représentant la France à Miss international la même année.
Lors de l'élection de Miss France 2012, Alain Delon est nommé président à vie du jury. En octobre 2013, mis en cause par la société Miss France à la suite de ses déclarations en faveur du Front national, il démissionne de son statut : « Votre comité a cru bon de réagir publiquement, avec véhémence, à mes propos sur la politique de la France. Vous en avez parfaitement le droit. Mais, ce n'est pas vous qui me lâchez, c'est moi qui pars. Votre polémique est aussi absurde que narcissique et obsessionnelle. Votre attitude est un mépris à l'égard de votre public qui est en droit de voter pour qui il veut, un déni de réalité manifeste. Par conséquent, je me démets officiellement de mon titre de président d'honneur à vie de la société Miss France ». Sylvie Tellier, directrice générale de la société Miss France, annonce ensuite revenir au principe d'un président du jury annuel.
Après l'élection de Miss France 2025, la petite sœur de la première dauphine, Sabah Aïb, est accusée de racisme envers Angélique Angarni-Filopon après avoir republié sur l'application TikTok des vidéos à caractère misogynes et racistes,. Après qu'une vidéaste web TikTok publie une vidéo dénonçant les faits, accompagnée d'une capture d'écran d'un message privé envoyé par Sabah à cette vidéaste, Sabah présente des excuses sur TikTok, avant de rapidement supprimer la publication,.

## Opinions

### Critiques
À l'instar d'autres concours de beauté, Miss France peut refléter certains débats sur le féminisme, la représentation des femmes, l'objectification du corps féminin ou encore la promotion d'une beauté standardisée.
En 2016, l'association Osez le féminisme fustige un événement « ringard en cela qu’il considère encore les femmes comme des potiches, qui ne doivent surtout pas déborder du cadre défini. Toutes les jeunes femmes qui s’apprêtent à concourir devant les caméras valent beaucoup mieux que l’écharpe et le diadème. Les femmes n’ont pas à se plier à un concours de beauté pour définir leur valeur. Elles seules la définissent ». Alors que Céline Piques, co-porte-parole de l'association, y voit « une machine à complexes », sa consœur Claire Serre-Combe déplore qu' « on éprouve encore le besoin de mettre en concurrence des femmes non pas sur des critères intellectuels ou de mérite, mais sur des critères purement physiques ». À l'inverse de certains autres concours de beauté comme celui de Miss America, où les concurrentes doivent exposer certains de leurs talents durant une épreuve librement choisie (chant, danse, cirque, ou encore expression orale), les candidates à Miss France sont essentiellement évaluées sur des critères physiques. Chacune d'elles doit cependant répondre à une question au cours de la cérémonie, mais celle-ci est souvent jugée inoffensive, alors que les candidates au titre de Miss USA se voient confrontées à des sujets plus graves, piochés dans l'actualité (couverture sociale, terrorisme, ouverture du mariage aux couples homosexuels, immigration, suicide des adolescents, etc.). Le concours de Miss America décide même, en 2018, de faire disparaître le défilé en bikini, afin de ne plus juger les candidates sur leurs apparences et de se concentrer sur leurs personnalités et leurs accomplissements.
Pour Maïa Mazaurette, « si c’est un concours de beauté, ce serait bien de l’appeler Miss Beauté. La France vaut mieux que ça. La condition féminine aussi »,.
Michèle Idels, membre du MLF, fustige un concours « qui ne rend pas service aux femmes » dans le sens où « la beauté en question est très stéréotypée, formatée, fondée sur une conception de la féminité misogyne et sur une relation entre les hommes et les femmes largement dépassée », elle-même intégrée dans une mise en concurrence qui reflèterait la « tendance ultra-libérale de la société qui ne connaît que le rapport de forces et la compétition excluante ».
Interrogée par Le Monde, Raphaëlle Peltier, journaliste et créatrice du blog Le ciel, le féminisme et ta mère regrettait l'infantilisation des Miss, l'uniformisation des critères de l'organisation et le message sous-jacent de l'élection, selon lequel « pour réussir, il faut être belle, mince, grande, etc. ». Interrogée sur le sujet, Marlène Schiappa, secrétaire d'État chargé de l'Égalité entre les femmes et les hommes, déclare : « Réduire des femmes à un concours de beauté, c'est dommage. Mais je ne pars pas en guerre contre [le concours] non plus ».
D'autres critiques se focalisent sur les critères d'éligibilité du concours (« en quoi le fait d’avoir un jour posé nue empêcherait-il d’être la plus belle ? » s'interroge par exemple Libération en 2016) ou encore le mauvais goût de la cérémonie (mièvrerie et ringardise du story-telling au cours duquel la « Miss élue devient reine, alors que, l’instant d’avant, elle n’était qu’une simple fille du peuple » à l'instar de ce qui se pratique dans la télé-réalité ; mise en scène très « paillettes et froufrous », et décor « désuet », comme le note François Jost).

### Défense du concours
Les participantes ou les membres du comité Miss France ont répondu à certaines de ces accusations. Sonia Rolland y voit une forme d'ascenseur social ouvert à des « filles qui viennent de tous les milieux sociaux, de toutes les origines et qui ont une responsabilité énorme », ajoutant : « Vivez-le comme un spectacle, un grand show, qui a radicalement changé ma vie. Ça m’a offert des perspectives auxquelles je n’aurai pas osé songer, surtout pour moi, fille métisse de Bourgogne vivant dans un HLM ») tandis que Sylvie Tellier fustige les accusations de sexisme : « Les féministes se trompent de combat. Depuis quelques années, les candidates s’engagent dans de belles causes. Elles agissent aussi pour améliorer la condition féminine ».

### Plainte pénale
En octobre 2021, l'association Osez le féminisme représentée par l'avocate féministe Violaine De Filippis Abate, ainsi que trois femmes portent plainte aux prud'hommes contre la société Miss France pour sexisme. Elles estiment que la relation qui lie les candidates au concours avec l'organisateur relève de celle liant un salarié à son employeur. Elles s'appuient pour cela sur une jurisprudence de 2013 qui interdit les discriminations sur les critères liés « aux mœurs, à l'âge, à la situation de famille ou à l'apparence physique ».
Le 6 janvier 2023, après deux audiences devant le conseil de prud'hommes de Bobigny, la justice se reconnait compétente s'agissant d'un recrutement et d'un travail, mais refuse de trancher sur la question des discriminations,. Entre temps, la production sous la pression de l'opinion publique, avait annoncé un contrat de travail et la suppression de la plupart des critères de sélection.

## Batailles judiciaires

### La «Guerre des Miss»

#### Origines de la «Guerre des Miss»
Le titre « Miss France » est utilisé officiellement et très largement répandu depuis 1927. Guy Lévy a donné le titre de « Comité Miss France » à l'association qu'il a créée en 1954.
En vue d’une fête locale, le maire de la commune de Nicole s’était assuré le concours de Brigitte Beaucaire, élue Miss France 1969 sous l’égide du Comité Miss France, animé par Jean Raibaud. Louis Poirot (compagnon et père des enfants de Geneviève de Fontenay) a alors protesté, en vain, se disant victime d’une concurrence déloyale par un « faux comité » ayant élu une « fausse miss ». Geneviève de Fontenay a alors transmis au maire de Nicole un télégramme dénonçant l'« imposture » du faux comité. Par arrêt du 6 décembre 1972, Geneviève de Fontenay et Louis Poirot ont été condamnés à 100 francs d’amende et à des dommages-intérêts pour diffamation à l’encontre de Jean Raibaut.
En 1976, le TGI de Versailles permit à Guy Levy de retrouver son poste de président du Comité Miss France alors qu’il en avait été exclu en 1956 sur des documents falsifiés par Geneviève Mulmann et Louis Poirot. Le comité décida de l’exclusion de la secrétaire Geneviève Mulmann le 30 juillet 1976. Déjà, en 1958, Fernand Véran écrivait : « dans les années 1950, le trio vola en éclats, chacun souhaitant fonder sa propre organisation ». Une avalanche de procès s’abattit alors sur les frêles épaules de Miss France et ainsi débuta la « Guerre des Miss ».

#### «Guerre des Miss» et autres procès

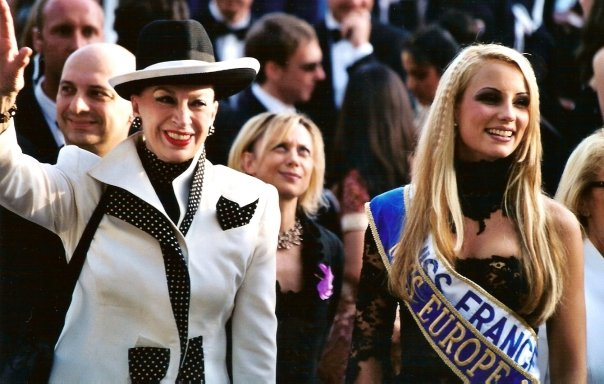
Geneviève de Fontenay et Élodie Gossuin au festival de Cannes 2002.

Un premier combat, dans lequel principalement trois parties sont en opposition :
1. L’association Comité Miss France, Miss Europe, Miss Univers de Guy Lévy (dit « Rinaldo ») ;
2. Le Comité Miss France de Geneviève de Fontenay ;
3. L'association comité Miss France de Marseille présidé par Charlys.

La difficulté vient de ce que la justice ne considère pas l'organisation de concours de beauté comme étant une entreprise intellectuelle. Seule la marque « Miss France » peut être déposée ou cédée. Le concours aujourd'hui diffusé par TF1 n'est pas protégeable. D'ailleurs, Jean-Pierre Foucault a reçu en 1984 une Miss France issue du Comité Rinaldo 1954, Valérie Griffet et sa dauphine F. Valy. Le départ de Geneviève de Fontenay était déjà « définitif ».
Après un procès contre le premier dépositaire de la marque Miss France à l'INPI, Geneviève de Fontenay dépose à titre personnel la marque en date du 23 mai 1986.
Elle a depuis été cédée à la société Miss France en 2002, qui elle-même a concédé une licence d’exploitation de la marque à l’association Comité Miss France de Fontenay.
Cependant, Guy Lévy attaque le Comité Miss France Geneviève de Fontenay pour contrefaçon. Il récuse le dépôt. En effet, il est précisé dans les documents de l'INPI de faire des recherches d'antériorité ou de payer pour ces recherches pour s'assurer que le nom que l'on souhaite protéger n'a jamais été utilisé. Dans le cas de « Miss France », les articles de presse antérieurs à 1986 ou les extraits d'émissions de télévision présentant les « Miss France » du Comité Rinaldo 1954 sont des preuves que le nom « Miss France » était utilisé avant le dépôt INPI.
Un autre « combat » connu fut le procès intenté par le Comité Miss France de Geneviève de Fontenay, qui se réclamait du Comité de 1954, à Jean-Louis Giordano, qui avait fondé en 1989 le « Comité Miss France - Jean-Louis Giordano » et dont l’association qu’il présidait avait déposé la marque Comité Miss France — marque qui appartient aujourd’hui à l’association Amicalement Vôtre, dépendant aussi de M. Giordano. La demande a été rejetée, au motif que le Comité Miss France de Geneviève de Fontenay n’établissait pas avoir de capacité juridique à agir en justice, et n’établissait pas être la même personnalité morale que l’association Comité Miss France, Miss Europe, Miss Univers de Guy Lévy déclarée le 21 octobre 1954. Il n’a donc pas été statué sur le fond du dossier.

### Démission de Geneviève de Fontenay

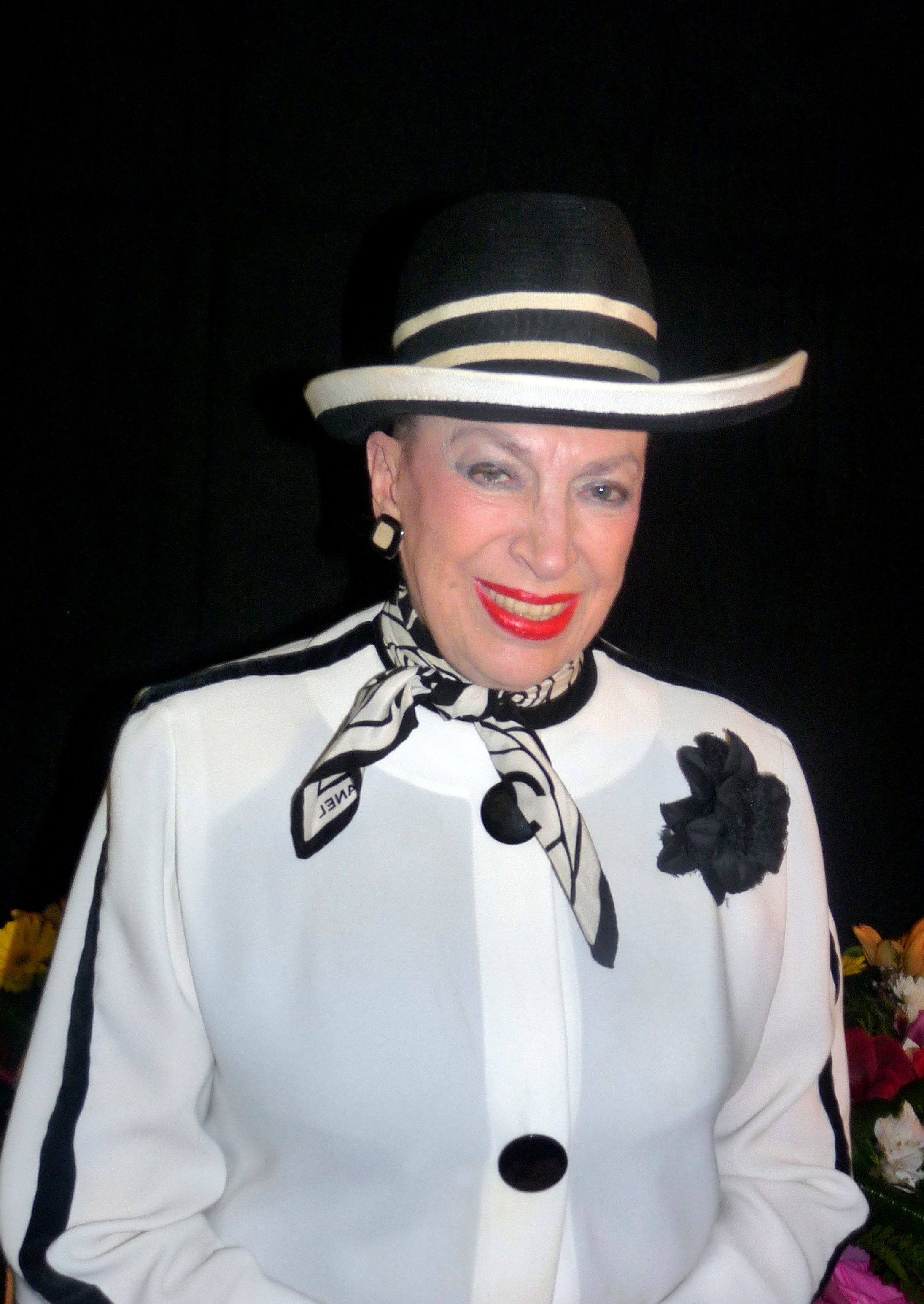
Geneviève de Fontenay en 2012.

Le 1er avril 2010, Geneviève de Fontenay attaque Endemol aux prud'hommes et considère son contrat avec eux comme rompu. En effet, Kelly Bochenko bien que démise de son titre de Miss Paris après la parution de photos érotiques dans le magazine Entrevue, a été invitée par Endemol, pourtant propriétaire de la marque Miss France, à participer à l'une de ses émissions de télé-réalité La Ferme Célébrités en Afrique.
Dès lors, Geneviève de Fontenay décide d'organiser son propre concours de beauté, Miss Nationale, mais ne peut plus utiliser la dénomination Miss France, propriété d'Endemol et de la Société Miss France.
Après l'envoi d'une lettre aux différents comités chargés de sélectionner les Miss régionales, Sylvie Tellier, présidente de la société Miss France, leur demande de choisir de continuer à travailler avec la société Miss France et Endemol ou bien de participer au nouveau concours organisé par Geneviève de Fontenay. Finalement, sur les 32 comités existants, 17 rejoignent Endemol et 15 Geneviève de Fontenay. Endemol remplace alors chaque comité l'ayant quittée par un nouveau pour un total de 33 Miss régionales lors de l'élection de Miss France 2011. Des « fusions » de Miss régionales sont organisées afin de mieux faire coïncider les Miss régionales aux régions administratives françaises. Ainsi, Miss Midi-Pyrénées, Miss Nord-Pas-de-Calais et Miss Centre sont créées.
Dans une décision datée du 7 novembre 2011, le tribunal arbitral interdit à Geneviève de Fontenay d'organiser son élection concurrente de Miss France. Elle se retire alors de l'élection de « Miss Nationale », dont le titre avait été déposé à l'INPI par Michel Leparmentier et exploité par le Comité Miss Nationale ; un nouveau concours voit le jour, Miss Prestige National, organisé désormais uniquement par les délégués régionaux et présidée par Miss France 1968, Christiane Lillio.

### Bataille judiciaire concernant le non-respect du droit du travail par Miss France
Concernant le litige judiciaire opposant « Osez le Féminisme ! » contre la production de « Miss France » :
- Le 18 octobre 2021, l'association « Osez le Féminisme ! » ainsi que 3 femmes n'ayant pas pu participer au concours de beauté et considérant avoir été victimes de discriminations à l’embauche[51], intentent une action en justice contre la production de « Miss France », émission symbolisant la « femme objet ». L'action est portée en justice par l'avocate féministe Violaine de Filippis-Abate[52],[53] et se fonde sur 2 motifs :
  - le non-respect de Code du travail (plus précisément, est soulignée l'absence de contrat de travail des Miss régionales) ;
  - et la perpétuation des discriminations illégales concernant les critères de recrutement des Miss régionales par la production Miss France[51],[52].
- Le 18 octobre 2021, soit 1 jour après le dépôt de l'action en justice précédemment décrite, Alexia-Laroche Joubert, en tant que présidente de la SAS Miss France, affirmait : « C‘est un concours, ce n’est pas régi par le droit du travail ! »[54],[55],[51].
- Dès novembre 2021, à la suite de l'action d'Osez le Féminisme ! et des 3 femmes se disant victimes de discriminations à l'embauche, la production de « Miss France » fait marche arrière en annonçant que les Miss régionales auront dorénavant bien un contrat de travail, sans se prononcer encore sur les discriminations. Dès lors, les Miss régionales seront considérées comme des salariées pourvues d'un contrat de travail conforme au droit du travail[51], mais uniquement durant 3 jours (les deux jours de répétitions précédant le spectacle, ainsi que le jour du spectacle en lui-même)[52],[56],[57]. En effet, les Miss régionales n'auront pas de contrat de travail concernant les semaines de préparation précédant l'élection[57],[58].
- Au début de l’année 2022, les sociétés de production Miss France ont décidé de la suppression de certains critères illégaux dénoncés par l’association  « Osez Le Féminisme ! », notamment les critères d'âge, de célibat, et de tatouages[52],[59].
- Le 6 janvier 2023, la décision du Conseil des Prud’hommes de Bobigny est rendue ; le Conseil des Prud’hommes :
  - affirme être compétent pour juger le litige - et donc, il admet l’existence d’un travail et d’un processus de recrutement des Miss - ;
  - mais il rejette le reste des demandes relatives aux discriminations[52],[60].

## Liste des délégués régionaux
| Délégation                            | Délégué(e) régional(e)                             | Commentaires                                                                                                 |
| ------------------------------------- | -------------------------------------------------- | --- |
| Miss Alsace                           | Pierre Meyer (depuis 2023)                         | Dirigeant du Royal Palace, il a pris la suite de Eddy Vingataramin                                           |
| Miss Aquitaine                        | Éric Laurens                                       | Présentateur des élections locales                                                                           |
| Miss Auvergne                         | Mélanie Billard (depuis 2024)                      | Miss Auvergne 2008                                                                                           |
| Miss Bourgogne                        | Naomi Bailly (depuis 2024)                         | Miss Bourgogne 2016                                                                                          |
| Miss Bretagne                         | Émilie Menard                                      | |
| Miss Centre-Val-de-Loire              | Stéphanie Chanoine (depuis 2020)                   | Miss Orléanais 2002                                                                                          |
| Miss Champagne-Ardenne                | Maxime Schneider                                   | |
| Miss Corse                            | Mariana Bozzi                                      | |
| Miss Côte d'Azur                      | Lydia Podossenoff                                  | Miss Provence 2005, Demi-finaliste de Miss France 2006                                                       |
| Miss Franche-Comté                    | Anne-Laure Vouillot                                | Miss Franche-Comté 2001                                                                                      |
| Miss Guadeloupe                       | Sandrine Derrick (depuis 2024)                     | |
| Miss Guyane                           | Nouh Chaia Vernet (depuis 2020)                    | |
| Miss Île-de-France                    | Laure Mattioli                                     | Miss Bourgogne 2001                                                                                          |
| Miss Languedoc                        | Thierry Mazars                                     | |
| Miss Limousin                         | Nadine Preece                                      | |
| Miss Lorraine                         | Stéphanie Didon (depuis 2017)                      | |
| Miss Martinique                       | Flora Renault (depuis 2021)                        | Miss Martinique 2003, demi-finaliste de Miss France 2004                                                     |
| Miss Mayotte                          | Roihamat Nassim (depuis 2025)                      | |
| Miss Midi-Pyrénées                    | Karine Daries (depuis 2020)                        | Miss Gascogne 1993                                                                                           |
| Miss Nord-Pas-de-Calais               | Anne-Sophie Sevrette (depuis 2021)                 | Miss Artois-Hainaut 2008                                                                                     |
| Miss Normandie                        | Julie Galaud (depuis 2023)                         | Fondatrice et responsable d'une agence d'événementiel basée à Caen, nommée après le départ de Jennifer Salmi |
| Miss Nouvelle-Calédonie               | Stella Le Van Hao                                  | |
| Miss Pays de la Loire                 | Émilie Menard                                      | |
| Miss Picardie                         | Maxime Schneider                                   | |
| Miss Poitou-Charentes                 | Éric Laurens                                       | Présentateur des élections locales                                                                           |
| Miss Provence                         | Lydia Podossenoff                                  | Miss Provence 2005, Demi-finaliste de Miss France 2006                                                       |
| Miss Réunion                          | Aziz Patel (depuis 1994)                           | |
| Miss Rhône-Alpes                      | Virginie Dechenaud et Thierry Mazars (depuis 2024) | |
| Miss Roussillon                       | Cindy Filipiak (depuis 2024)                       | Miss Languedoc-Roussillon 2008 pour Miss France 2009                                                         |
| Miss Saint-Martin et Saint-Barthélemy | Catherine Vermont de Boisrolin                     | |
| Miss Saint-Pierre-et-Miquelon         | Marjolaine Poulet                                  | |
| Miss Tahiti                           | Leiana Faugerat                                    | Fille de Miss Tahiti 1975                                                                                    |
| Miss Wallis-et-Futuna                 | Alain Ruotolo                                      | |

## Palmarès des Miss France depuis 1920
| Année     | Portrait                  | Prénom, Nom                   | Région représentée           | Résidence              | Lieu de nomination  | Commentaires |
| --------- | ------------------------- | ----------------------------- | ---------------------------- | ---------------------- | ------------------- | --- |
| 1920      | Agnès Souret              | Agnès Souret                  | Miss Aquitaine               | Espelette              | Paris               | Originaire d'Espelette, dans le département des Basses-Pyrénées, en Aquitaine. Elle est la première Miss France, élue en 1920, alors appelée « La plus belle femme de France ». |
| 1921      | Pauline Pô                | Pauline Pô                    | Miss Corse                   | Ajaccio                | Paris               | |
| 1922-1925 | Pas d’élection            | Pas d’élection                | Pas d’élection               | Pas d’élection         | Pas d’élection      | Pas d’élection |
| 1926      | Jacqueline Schaley        | Jacqueline Schalley           |                              |                        | Paris               | Jacqueline Schaley est désignée plus belle femme de France lors d'une fête de nuit organisée au Continental à Paris pour le relèvement du franc. |
| 1927      | Roberte Cuzey             | Roberte Cusey                 | Miss Jura                    | Paris                  | Paris               | Elle est la première à porter le titre de « Miss France » et non de « plus belle femme de France ». Elle est élue 7e dauphine de Miss Univers. |
| 1928      | Raymonde Allain           | Raymonde Allain               | Miss Bretagne                | Paris                  | Paris               | 1re dauphine de Miss Univers et 5e dauphine de Miss Monde. |
| 1929      | Germaine Laborde          | Germaine Laborde              | Miss Gascogne                | Bordeaux               | Paris               | Germaine Laborde est élue Miss France en 1929 et Marguerite Dufresne la même année par un comité concurrent. |
| 1929      | Marguerite Dufresne       | Marguerite Dufresne           |                              |                        | Paris               | Germaine Laborde est élue Miss France en 1929 et Marguerite Dufresne la même année par un comité concurrent. |
| 1930      | Yvette Labrousse          | Yvette Labrousse              | Miss Lyon                    | Oullins                | Paris               | Yvette Labrousse est élue Miss France en 1930 et Madeleine Mourgues la même année par un comité concurrent. Yvette Labrousse a épousé le prince pakistanais Aga Khan III et est devenue sa Bégum. |
| 1930      | Madeleine Mourgues        | Madeleine Mourgues            | Miss Languedoc               | Catus                  | Paris               | Yvette Labrousse est élue Miss France en 1930 et Madeleine Mourgues la même année par un comité concurrent. Yvette Labrousse a épousé le prince pakistanais Aga Khan III et est devenue sa Bégum. |
| 1931      | Jeanne Juilla             | Jeanne Juilla                 | Miss Garonne                 | Villeneuve-sur-Lot     | Paris               | Actrice, Jeanne Juilla est élue Miss France en janvier 1931 puis Miss Europe 1931. Lucienne Nahmias est ensuite élue Miss France en mai 1931 par un comité niçois concurrent. |
| 1931      | Lucienne Nahmias          | Lucienne Nahmias              | Miss Paris                   | Paris                  | Nice                | Actrice, Jeanne Juilla est élue Miss France en janvier 1931 puis Miss Europe 1931. Lucienne Nahmias est ensuite élue Miss France en mai 1931 par un comité niçois concurrent. |
| 1932      | Lyne de Souza             | Lyne de Souza                 | Miss Côte d'Azur             | Mouans-Sartoux         | Nice                | Son vrai nom est Émilienne Caisson de Souza. |
| 1933      | Jacqueline Bertin-Lequien | Jacqueline Bertin-Lequien     | Miss Paris                   | Paris                  | Paris               | Elle n'a que 16 ans le jour de son élection. |
| 1934      | Simone Barillier          | Simone Barillier              | Miss Paris                   | Paris                  | Paris               | |
| 1935      | Elisabeth Pitz            | Élisabeth Pitz                | Miss Sarrebruck              | Sarrebruck             | Paris               | Élisabeth Pitz se retire après deux heures de règne, car il lui est reproché que sa région la Sarre est redevenue allemande quatre mois auparavant. La couronne revient à sa 1re dauphine Gisèle Préville, Miss Paris. |
| 1935      | Giselle Préville          | Gisèle Préville               | Miss Paris                   | Paris                  | Paris               | Élisabeth Pitz se retire après deux heures de règne, car il lui est reproché que sa région la Sarre est redevenue allemande quatre mois auparavant. La couronne revient à sa 1re dauphine Gisèle Préville, Miss Paris. |
| 1936      | Lyne Lassalle             | Lyne Lassalle                 | Miss Picardie                | Paris                  | Paris               | |
| 1937      | Jacqueline Janet          | Jacqueline Janet              | Miss Bretagne                | Paris                  | Paris               | |
| 1938      | Annie Garrigues           | Annie Garrigues               | Miss Pyrénées-Orientales     | Perpignan              | Paris               | |
| 1939      |                           | Ginette Catriens              | Miss Île-de-France           | Paris                  | Paris               | |
| 1940      |                           | Joséphine Ladwig              | Miss Alsace                  | Bischwiller            | Paris               | |
| 1941-1946 | Pas d’élection            | Pas d’élection                | Pas d’élection               | Pas d’élection         | Pas d’élection      | Pas d’élection |
| 1947      | Yvonne Viseux             | Yvonne Viseux                 | Miss Côte d'Azur             | Camon                  | Paris               | |
| 1948      | Jacqueline Donny          | Jacqueline Donny              | Miss Paris                   | Paris                  | Paris               | Miss Europe 1948. |
| 1949      | Juliette Figueras         | Juliette Figueras             | Miss Paris                   | Arles                  | Paris               | Miss Europe 1949. |
| 1950      | Maryse Delort             | Maryse Delort                 | Miss automobile              | Paris                  | Marseille           | |
| 1951      | Nicole Drouin             | Nicole Drouin                 | Miss Saint-Tropez            | Paris                  | Marseille           | 4e dauphine de Miss Monde 1952 et 1re dauphine de Miss Europe 1952. |
| 1952      |                           | Josiane Pouy                  | Miss Côte d'Argent           | Nérac                  | Bordeaux            | |
| 1953      | Sylviane Carpentier       | Sylviane Carpentier           | Miss Picardie                | Ailly-sur-Somme        | Chamonix-Mont-Blanc | 2e dauphine de Miss Europe 1953. La même année, Christiane Martel, Miss « plus belle italienne de France », est élue Miss Univers 1953 et Denise Perrier, Miss Saint-Raphaël, devient Miss Monde 1953. Cette dernière est la seule Française à avoir remporté ce titre. |
| 1954      | Irène Tunc                | Irène Tunc                    | Miss Côte d'Azur             | Nice                   | Évian-les-Bains     | Irène Tunc commence une carrière d'actrice, et l'intérim est assuré par Danielle Génault, Miss Île-de-France, Miss Europe 1955. |
| 1955      |                           | Véronique Zuber               | Miss Paris                   | Paris                  | Fontainebleau       | |
| 1956      |                           | Gisèle Charbit                | Miss Maroc                   | Casablanca             | Nice                | L'élection de Maryse Fabre, Miss Côte d'Azur, a dû être annulée à la suite des protestations du public : les votes du jury ont été invalidés. La nouvelle élection a eu lieu le soir suivant et le titre est allé à Gisèle Charbit, qui représentait le Maroc, dont l'accord d'indépendance avait été annoncé en novembre 1955. |
| 1957      |                           | Sylvie-Rosine Numez           | Miss Saint-Étienne           | Saint-Étienne          | Lyon                | La même année, Claude Inès Navarro, Miss Algérie française, est élue 6e dauphine de Miss Monde 1957 puis Miss Méditerranée. |
| 1958      |                           | Monique Negler                | Miss Normandie               | Cherbourg              | Toulouse            | |
| 1959      |                           | Monique Chiron                | Miss Poitou                  | inconnu                | Reims               | 1re Dauphine de Miss Europe 1959 |
| 1960      |                           | Brigitte Barazer de Lannurien | Miss Côte d'Émeraude         | Paris                  | Aix-les-Bains       | 4e dauphine de Miss Europe 1960. |
| 1961      |                           | Luce Auger                    | Miss Outre-Mer               | Paris                  | Aix-les-Bains       | Luce Auger, « Miss Outre-Mer », originaire d'Indochine, a été remplacée par Michèle Wargnier, Miss Bretagne qui sera élue 3e dauphine de Miss Monde 1961 et finaliste à Miss Univers 1961. L'Indochine n'est plus française depuis 1954, et Luce Auger ne s'est réfugiée à Paris qu'en 1960, quelques jours avant l'élection, mais elle est réhabilitée après une procédure gagnée en 1967. Sa quatrième dauphine est Pierrette Descrambes, dernière Miss Guyenne de l'époque, puisque le titre s'appellera à partir de 1961 « Miss Aquitaine ». |
| 1961      |                           | Michèle Wargnier              | Miss Bretagne                | Paris                  | Aix-les-Bains       | Luce Auger, « Miss Outre-Mer », originaire d'Indochine, a été remplacée par Michèle Wargnier, Miss Bretagne qui sera élue 3e dauphine de Miss Monde 1961 et finaliste à Miss Univers 1961. L'Indochine n'est plus française depuis 1954, et Luce Auger ne s'est réfugiée à Paris qu'en 1960, quelques jours avant l'élection, mais elle est réhabilitée après une procédure gagnée en 1967. Sa quatrième dauphine est Pierrette Descrambes, dernière Miss Guyenne de l'époque, puisque le titre s'appellera à partir de 1961 « Miss Aquitaine ». |
| 1962      |                           | Monique Lemaire               | Miss Côte d'Émeraude         | Mourenx                | Le Havre            | 2e dauphine de Miss Monde 1962 et finaliste à Miss Univers 1962. |
| 1963      |                           | Muguette Fabris               | Miss Île-de-France           | Angoulême              | Bordeaux            | 6e dauphine de Miss Monde 1963 et finaliste à Miss Univers 1963. |
| 1964      |                           | Arlette Collot                | Miss Bourgogne               | Clomot                 | Aéroport d'Orly     | Miss Bourgogne, Arlette Collot (21 ans, de Clomot), est élue devant Miss Vendée, Jacqueline Gayraud et Miss Outre-Mer, Nadine Ragoo,. C'est Miss Paris 1963 Geneviève Mercier qui la couronne. Arlette Collot règne jusqu'au mois d'août 1964, après quoi elle est destituée car elle ne souhaitait pas parcourir la France. Jacqueline Gayraud hérite donc du titre et obtient le droit de participer aux concours de beauté internationaux. Elle est demi-finaliste de Miss Monde 1964. |
| 1964      |                           | Jacqueline Gayraud            | Miss Vendée                  | inconnu                | Aéroport d'Orly     | Miss Bourgogne, Arlette Collot (21 ans, de Clomot), est élue devant Miss Vendée, Jacqueline Gayraud et Miss Outre-Mer, Nadine Ragoo,. C'est Miss Paris 1963 Geneviève Mercier qui la couronne. Arlette Collot règne jusqu'au mois d'août 1964, après quoi elle est destituée car elle ne souhaitait pas parcourir la France. Jacqueline Gayraud hérite donc du titre et obtient le droit de participer aux concours de beauté internationaux. Elle est demi-finaliste de Miss Monde 1964. |
| 1965      |                           | Christiane Sibellin           | Miss Lyon                    | Lyon                   | Versailles          | Demi-finaliste à Miss Monde 1965. |
| 1966      |                           | Michèle Boule                 | Miss Cannes                  | Cannes                 | Vendôme             | Demi-finaliste à Miss Monde 1966. Michèle Boule, Miss Cannes, perd son titre au profit de Monique Boucher, Miss Charente, pour des raisons personnelles. |
| 1966      |                           | Monique Boucher               | Miss Charente                | Saint-Jean-d'Angély    | Vendôme             | Demi-finaliste à Miss Monde 1966. Michèle Boule, Miss Cannes, perd son titre au profit de Monique Boucher, Miss Charente, pour des raisons personnelles. |
| 1967      |                           | Jeanne Beck                   | Miss Normandie               | Saint-Pierre-du-Mont   | Enghien-les-Bains   | Cette année-là, Marie Moua, Miss Tahiti reçut le titre de Miss France 1967 « hors concours ». Ses dauphines sont Miss Paris, Carole Judasse, Miss Royan, Béatrice Demiaud et Miss Aunis, Michèle Mouix. |
| 1968      |                           | Christiane Lillio             | Miss Saint-Étienne           | Terrenoire             | Grenoble            | En 2011, elle devient la présidente officielle du comité Miss Prestige National, concours concurrent fondé par Geneviève de Fontenay qui ne peut être présidente à cause d'une clause de non-concurrence. |
| 1969      |                           | Suzanne Angly                 | Miss Alsace                  | Mulhouse               | Bordeaux            | Rolande Gozien (Miss Bretagne 1re dauphine), favorite des spectateurs et des autres candidates, ne désire finalement pas, avant l'élection, devenir Miss France, car elle souhaitait se consacrer à sa vie de famille. Elle menace même de ne pas participer à l'élection. Après plusieurs échanges avec le comité, elle revient sur sa décision, et participe, à la seule condition que, si elle est élue elle refuserait la couronne. Par conséquent c'est Suzanne Angly qui obtient le titre. Elle est dans les demi-finalistes à Miss Monde 1969 et dans les demi-finalistes à Miss International 1972. |
| 1970      |                           | Michelle Beaurain             | Miss Paris                   | Paris                  | Mulhouse            | |
| 1971      |                           | Myriam Stocco                 | Miss Languedoc-Roussillon    | Beaucaire              | Rungis              | 5e dauphine de Miss Univers 1971, 6e dauphine de Miss Monde 1971 et 3e dauphine de Miss Europe 1971. |
| 1972      |                           | Chantal Bouvier de Lamotte    | Miss Paris                   | Paris                  | Épernay             | Chantal Bouvier de Lamotte abdique après des blessures graves causées par une chute à cheval. Elle transmet son titre à Miss Poitou, Claudine Cassereau. |
| 1972      |                           | Claudine Cassereau            | Miss Poitou                  | Niré-le-Dolent         | Épernay             | Chantal Bouvier de Lamotte abdique après des blessures graves causées par une chute à cheval. Elle transmet son titre à Miss Poitou, Claudine Cassereau. |
| 1973      |                           | Isabelle Krumacker            | Miss Lorraine                | Troisfontaines         | Paris               | Finaliste à Miss International 1975. Ne pouvant assister à l'élection de Miss Univers c'est la première dauphine, Miss Bretagne qui représente la France à Miss Univers 1974 et se classe parmi les 12 finalistes. |
| 1974      |                           | Edna Tepava                   | Miss Tahiti                  | Papeete                | Paris               | |
| 1975      |                           | Sophie Perin                  | Miss Lorraine                | Talange                | Paris               | Miss International 1976. |
| 1976      |                           | Monique Uldaric               | Miss Réunion                 | Saint-Pierre           | Évry                | |
| 1977      |                           | Véronique Fagot               | Miss Poitou                  | Oiron                  | Paris               | Demi-finaliste à Miss Monde 1977. |
| 1978      |                           | Pascale Taurua                | Miss Nouvelle-Calédonie      | Nouméa                 | Paris               | Pascale Taurua, Miss Nouvelle-Calédonie, préfère retourner sur son île plutôt que d’assumer son rôle de Miss France en métropole. Sa 1re dauphine, Kelly Hoarau, Miss Réunion, refuse également le titre et sera par la suite finaliste à Miss International 1978. Par conséquent le titre de Miss France 1978 revient à la 2e dauphine Brigitte Konjovic, Miss Paris, qui accepte la couronne. |
| 1978      |                           | Brigitte Konjovic             | Miss Paris                   | Paris                  | Paris               | Pascale Taurua, Miss Nouvelle-Calédonie, préfère retourner sur son île plutôt que d’assumer son rôle de Miss France en métropole. Sa 1re dauphine, Kelly Hoarau, Miss Réunion, refuse également le titre et sera par la suite finaliste à Miss International 1978. Par conséquent le titre de Miss France 1978 revient à la 2e dauphine Brigitte Konjovic, Miss Paris, qui accepte la couronne. |
| 1979      |                           | Sylvie Paréra                 | Miss Marseille               | Marseille              | Paris               | Élue, à Tenerife, Miss Europe Élégance 1980 et, à Tokyo, Miss Photogénie Internationale 1980. |
| 1980      |                           | Thilda Fuller                 | Miss Tahiti                  | Papeete                | Paris               | Elle représente Tahiti à Miss Univers et sera finaliste à Miss Univers 1980. Elle se retire après trois jours de règne pour des raisons personnelles. La couronne revient à sa 1re dauphine Patricia Barzyk, Miss Jura. |
| 1980      |                           | Patricia Barzyk               | Miss Jura                    | Arbouans               | Paris               | 1re dauphine de Miss Monde 1980. Sa fille Sarah Barzyk se présentera à l'élection de Miss France 2009, en décembre 2008 mais ne fera pas partie des 12 demi-finalistes. |
| 1981      |                           | Isabelle Benard               | Miss Normandie               | Vernon                 | Paris               | |
| 1982      |                           | Sabrina Belleval              | Miss Côte d'Azur             | Nice                   | Paris               | |
| 1983      |                           | Isabelle Turpault             | Miss Paris                   | Paris                  | Paris               | Isabelle Turpault perd son titre après avoir posé en lingerie pour le magazine « Paris Match ». Le titre revient à sa 1re dauphine, Frédérique Leroy, Miss Bordeaux. |
| 1983      |                           | Frédérique Leroy              | Miss Bordeaux                | Bordeaux               | Paris               | 1re dauphine de Miss Europe 1984. |
| 1984      |                           | Martine Robine                | Miss Normandie               | Deauville              | Paris               | |
| 1985      |                           | Suzanne Iskandar              | Miss Alsace                  | Lingolsheim            | Paris               | Première Miss France ayant une double nationalité, Suzanne Iskandar est française et libanaise. |
| 1986      |                           | Valérie Pascale               | Miss Paris                   | Paris                  | Paris               | |
| 1987      | Nathalie Marquay-Pernaut  | Nathalie Marquay              | Miss Alsace                  | Wittenheim             | Paris               | Première Miss France à être élue en direct à la télévision française. Au cours de l'émission, présentée par Guy Lux, un problème dans le comptage des votes entraîne pendant plusieurs minutes un incident sur l'ordre de classement des dauphines. 6e dauphine de Miss Monde 1987, finaliste à Miss International 1988. |
| 1988      |                           | Sylvie Bertin                 | Miss Bresse et Bugey         | Ferney-Voltaire        | Paris               | Après avoir refusé de participer à l’élection de Miss Univers la même année, Sylvie Bertin est remplacée par sa 1re dauphine, Claudia Frittolini, Miss Alsace. Sylvie Bertin récupèrera son titre quelques semaines plus tard. |
| 1989      |                           | Peggy Zlotkowski              | Miss Aquitaine               | Monflanquin            | Saint-Denis         | Peggy Zlotkowski s'évanouit en apprenant son élection. Deux jours plus tard en retournant au lycée, sous l'œil des caméras, elle subit les moqueries de ses camarades. |
| 1990      |                           | Gaëlle Voiry                  | Miss Aquitaine               | Bordeaux               | Saint-Denis         | |
| 1991      |                           | Mareva Georges                | Miss Tahiti                  | Punaauia               | La Défense          | Finaliste à Miss Univers 1991 et à Miss Monde 1991. |
| 1992      | Linda Hardy               | Linda Hardy                   | Miss Pays de Loire           | Nantes                 | La Défense          | Finaliste à Miss Europe 1992. |
| 1993      |                           | Véronique de la Cruz          | Miss Guadeloupe              | Saint-François         | La Défense          | Première Miss France noire. Elle devient 6e dauphine de Miss Monde 1993. |
| 1994      |                           | Valérie Claisse               | Miss Pays de Loire           | Pornic                 | La Défense          | |
| 1995      |                           | Mélody Vilbert                | Miss Aquitaine               | Bordeaux               | La Défense          | Demi-finaliste à Miss International 1995. |
| 1996      |                           | Laure Belleville              | Miss Pays de Savoie          | Lathuile               | Lille               | 11e à Miss Univers 1996. |
| 1997      |                           | Patricia Spehar               | Miss Paris                   | Lésigny                | Futuroscope         | Finaliste à Miss International 1998. |
| 1998      | Sophie Thalmann           | Sophie Thalmann               | Miss Lorraine                | Bar-le-Duc             | Deauville           | Véronique Caloc, Miss Martinique et 1re dauphine de Miss France 1998, est élue 1re dauphine de Miss Monde 1998. |
| 1999      | Mareva Galanter           | Mareva Galanter               | Miss Tahiti                  | Papeete                | Nancy               | Pendant l'élection, les votes téléphoniques sont largement en faveur de Miss Berry (environ 230 000 sur 300 000 appels). Mais les dix jurés, comptant pour 2/3, éliront Miss Tahiti. Puisque les votes téléphoniques, surtaxés, sont inutiles, la règle change mais seulement neuf ans plus tard. Elle se classe 13e à Miss Univers 1999. |
| 2000      | Sonia Rolland             | Sonia Rolland                 | Miss Bourgogne               | Cluny                  | Paris               | Sonia Rolland a 18 ans lorsqu’elle est élue et mesure 1,78 m. Elle se classe 9e à Miss Univers 2000. |
| 2001      | Élodie Gossuin            | Élodie Gossuin                | Miss Picardie                | Trosly-Breuil          | Monaco              | Élodie Gossuin a 20 ans lorsqu’elle est élue et mesure 1,77 m. Elle se classe 10e à Miss Univers 2001 et est élue Miss Europe 2001. Sa féminité sera mise en doute au moment de l'élection de Miss Univers. Élue conseillère régionale de la Picardie en 2004, elle participe à La Ferme Célébrités sur TF1, devient animatrice et chroniqueuse à la télévision et animatrice radio. |
| 2002      | Sylvie Tellier            | Sylvie Tellier                | Miss Lyon                    | Lyon                   | Mulhouse            | Sylvie Tellier a 23 ans lorsqu’elle est élue et mesure 1,73 m. Elle participe au boycott de l’élection de Miss Monde 2002 se déroulant au Nigeria en soutien à Amina Lawal. Elle est nommée directrice adjointe de la société Miss France en janvier 2007 en remplacement de Xavier de Fontenay. Elle devient ensuite directrice générale de cette société, ainsi que de Miss Europe Organisation, Geneviève de Fontenay étant devenue directrice adjointe de la Société Miss France jusqu'en 2010. Elle a écrit un livre de confessions avec Geneviève de Fontenay intitulé Sans Compromis. |
| 2003      | Corinne Coman             | Corinne Coman                 | Miss Guadeloupe              | Sainte-Anne            | Lyon                | Corinne Coman a 19 ans lorsqu’elle est élue et mesure 1,79 m. Elle devient finaliste à Miss Europe 2003. |
| 2004      | Lætitia Bléger            | Lætitia Bléger                | Miss Alsace                  | Saint-Hippolyte        | Deauville           | Lætita Bléger a 23 ans lorsqu’elle est élue et mesure 1,73 m. Elle est destituée pendant six mois au profit de sa 1re dauphine Lucie Degletagne, Miss Bourgogne à la suite de photos licencieuses parues dans un magazine de charme. Lætitia Bléger a porté plainte contre la publication. Elle a gagné son procès. |
| 2005      | Cindy Fabre               | Cindy Fabre                   | Miss Normandie               | Falaise                | Tours               | Cindy Fabre a 20 ans lorsqu’elle est élue et mesure 1,78 m. Elle devient 3e dauphine de Miss Europe 2005 et est élue Miss European Cities. Selon Geneviève de Fontenay, Cindy Fabre est la seule parmi les dernières Miss France à avoir été élue avec tous les votes des téléspectateurs ainsi que ceux du jury sous l'ancien mode de votes. |
| 2006      | Alexandra Rosenfeld       | Alexandra Rosenfeld           | Miss Languedoc               | Saint-Thibéry          | Cannes              | Alexandra Rosenfeld a 20 ans lorsqu’elle est élue et mesure 1,73 m. Lors de l'élection Miss France, elle est arrivée dernière des cinq finalistes dans le vote par téléphone des téléspectateurs (vote pour le titre de Miss France) mais sera quand même élue Miss France. Elle est élue Miss Europe 2006. |
| 2007      | Rachel Legrain-Trapani    | Rachel Legrain-Trapani        | Miss Picardie                | Saint-Quentin          | Futuroscope         | Rachel Legrain-Trapani a 18 ans lorsqu’elle est élue et mesure 1,72 m. Les téléspectateurs ont voté par téléphone en plus grand nombre pour Miss Limousin, Sophie Vouzelaud mais le jury a choisi à l'unanimité moins une voix Miss Picardie, Rachel Legrain-Trapani. Sophie Vouzelaud est devenue 1re dauphine. Lors de l'interview des demi-finalistes, la traductrice en langue des signes ne comprenait pas Sophie Vouzelaud lors de son interview. Exaspérée, Sophie Vouzelaud prit le micro pour montrer qu'elle pouvait se faire comprendre en parlant et a réussi à répondre aux questions de Jean-Pierre Foucault, interloqué par l'incompétence de l'interprète. On a appris plus tard que son interprète en langue des signes lors de son interview pendant la cérémonie n'était pas une vraie interprète mais faisait partie de la production de TF1.                                                       |
| 2008      | Valérie Bègue             | Valérie Bègue                 | Miss Réunion                 | Saint-Leu              | Dunkerque           | Valérie Bègue a 23 ans lorsqu’elle est élue et mesure 1,74 m. Pour la première fois, le vote des téléspectateurs comptait autant que le jury (50/50). À la suite d'une affaire concernant des photos jugées scandaleuses parues dans la presse peu après son élection, elle conserve son titre (l'annonce officielle étant faite par le comité en conférence de presse) mais elle n'a pu participer au cours de son année aux concours internationaux Miss Univers et Miss Monde, ni aux élections en régions et galas régionaux. Le comité a choisi de la remplacer par sa 1re dauphine, Vahinerii Requillart, Miss Nouvelle-Calédonie 2007, qui a refusé ce titre et l'a confié à la 2e dauphine : Laura Tanguy, Miss Pays de Loire 2007. Valérie Bègue n'était pas non plus présente en direct sur le plateau en décembre 2008 pour remettre sa couronne (elle était en duplex des États-Unis).                      |
| 2009      | Chloé Mortaud             | Chloé Mortaud                 | Miss Albigeois Midi-Pyrénées | Bénac                  | Puy du Fou          | Chloé Mortaud a 19 ans lorsqu’elle est élue et mesure 1,80 m. Elle a la double nationalité française et américaine, ce qui en fait la troisième Miss France ayant une double nationalité, après la franco-libanaise Suzanne Iskandar, Miss France 1985 et la franco-rwandaise Sonia Rolland, Miss France 2000). Le 24 août 2009, Chloé Mortaud se classe 6e lors du concours de Miss Univers 2009, un classement que la France n'a plus atteint depuis la place de 5e dauphine de Miss Univers de Myriam Stocco en 1971. Chloé est aussi 3e dauphine de Miss Monde 2009 et 3e dauphine de Miss Beach Beauty 2009 au concours Miss Monde. |
| 2010      | Malika Ménard             | Malika Ménard                 | Miss Normandie               | Herouville-Saint-Clair | Nice                | Malika Ménard a 22 ans lorsqu’elle est élue et mesure 1,76 m. Elle suit des études de droit à l'université de Caen Basse-Normandie dans le but de devenir journaliste. Il s'agit de la 1re Miss France à avoir été élue uniquement par les votes du public (pour les cinq finalistes). Elle est classée 13e à Miss Univers 2010. |
| 2011      | Laury Thilleman           | Laury Thilleman               | Miss Bretagne                | Brest                  | Caen                | Laury Thilleman a 19 ans lorsqu’elle est élue et mesure 1,79 m. Elle suit des études en audiovisuel, l'intégralité de ses cours est en anglais. Elle réunit 37 % des voix lors de la soirée. Elle représente la France à l'élection de Miss Univers 2011 où elle se classe officiellement 6e (comme Myriam Stocco en 1971 et Chloé Mortaud en 2009). Quatre jours après l'élection de Miss France 2012, elle devient journaliste sportive. |
| 2012      | Delphine Wespiser         | Delphine Wespiser             | Miss Alsace                  | Magstatt-le-Bas        | Brest               | Delphine Wespiser a 19 ans lorsqu’elle est élue et mesure 1,75 m. Réalisant un BTS en management, Delphine est marraine de plusieurs associations (don du sang, portage de plateaux-repas) et se bat pour la défense des animaux. Sa 2e dauphine, Miss Réunion, Marie Payet se classe dans le Top 10 (6e place, tout comme Chloé Mortaud en 2009 et Laury Thilleman en 2011) à Miss Univers 2012. Elle devient la juge Blanche en 2013 dans le jeu Fort Boyard. |
| 2013      | Marine Lorphelin          | Marine Lorphelin              | Miss Bourgogne               | Charnay-lès-Mâcon      | Limoges             | Marine Lorphelin a 19 ans lorsqu’elle est élue et mesure 1,77 m. Elle est en 2e année de médecine et pratique la gymnastique et l'athlétisme. Elle recueille 41,67 % des votes des téléspectateurs contre 23,94 % pour sa 1re dauphine, Miss Tahiti. Elle est la première dauphine de Miss Monde 2013, le meilleur classement de la France à Miss Monde depuis 1998. Étant la mieux classée des Miss d'Europe, cela fait d'elle Miss World Europe. |
| 2014      | Flora Coquerel            | Flora Coquerel                | Miss Orléanais               | Morancez               | Dijon               | Flora Coquerel a 19 ans lorsqu'elle est élue et mesure 1,82 m. Elle effectue un BTS en commerce international. Peu de temps après l'élection, les Tahitiens accusent la société Miss France de ne pas avoir compté tous leurs votes. Quelques jours après son élection, Flora subit des attaques racistes car elle est métisse franco-béninoise. C'est donc la quatrième Miss France ayant la double nationalité (après Miss France 1985, Miss France 2000 et Miss France 2009). Lors de l'élection de Miss Monde, elle termine dans le top 20 de Miss Top Model et top 25 de Miss People's Choice. Elle termine aussi première lors de l'épreuve des interviews. En 2015, elle est choisie pour participer à l'élection de Miss Univers où elle parvient à se hisser dans le top 5 final, décrochant la place de 3e dauphine, ce qui représentait la meilleure performance française depuis Christiane Martel en 1953. |
| 2015      | Camille Cerf              | Camille Cerf                  | Miss Nord-Pas-de-Calais      | Coulogne               | Orléans             | Camille Cerf a 19 ans lorsqu'elle est élue et mesure 1,80 m. Elle est en deuxième année d'école de commerce. Elle termine dans le top 15 à Miss Univers 2014. |
| 2016      | Iris Mittenaere           | Iris Mittenaere               | Miss Nord-Pas-de-Calais      | Steenvoorde            | Lille               | Iris Mittenaere a 22 ans lorsqu'elle est élue et mesure 1,72 m. Elle est étudiante en cinquième année de chirurgie dentaire. À 24 ans, elle est élue Miss Univers 2016, au Mall of Asia Arena le 30 janvier 2017, la première Miss France élue et la première française depuis Christiane Martel en 1953. |
| 2017      | Alicia Aylies             | Alicia Aylies                 | Miss Guyane                  | Matoury                | Montpellier         | Alicia Aylies a 18 ans lorsqu'elle est élue et mesure 1,77 m. Elle est étudiante en première année de licence de droit à l'université de Cayenne. Elle est la première Guyanaise à emporter la couronne de Miss France. Elle représente la France lors de l’élection de Miss Univers 2017, le soir de l'élection elle ne se classe pas parmi les 16 finalistes. |
| 2018      | Maëva Coucke              | Maëva Coucke                  | Miss Nord-Pas-de-Calais      | Ferques                | Châteauroux         | Maëva Coucke a 23 ans lorsqu'elle est élue et mesure 1,76 m. Après avoir obtenu un BTS commerce international, elle est étudiante en licence de droit. Seule française à avoir gagné le titre de Miss World Top Model, elle termine dans le Top 12 durant l'élection de Miss Monde 2018 et se classe dans le Top 10 de l'élection de Miss Univers 2019. |
| 2019      | Vaimalama Chaves          | Vaimalama Chaves              | Miss Tahiti                  | Mahina                 | Lille               | Vaimalama Chaves a 24 ans lorsqu'elle est élue et mesure 1,78 m. Elle obtient 44 % des voix des téléspectateurs devant les 20 % de sa 1re dauphine, Miss Guadeloupe, Ophély Mézino. Détentrice d'un master en management, elle exerçait la profession de community manager. |
| 2020      |                           | Clémence Botino               | Miss Guadeloupe              | Le Gosier              | Marseille           | Clémence Botino a 22 ans lorsqu'elle est élue et mesure 1,75 m. Elle obtient 31,95 % des voix des téléspectateurs devant les 30,66 % de sa 1re dauphine, Miss Provence, Lou Ruat. Elle possède un bac scientifique mention très bien et suit un master en histoire de l'art à Paris après un an aux États-Unis, deux ans de classe préparatoire littéraire et une licence d'Histoire. Elle souhaite devenir conservatrice du patrimoine spécialisée dans l'histoire de la mode. Elle représente la France à Miss Univers 2021 où elle se classe 9e et à Miss Monde 2023 où elle se classe dans le Top 40. |
| 2021      |                           | Amandine Petit                | Miss Normandie               | Bourguébus             | Puy du Fou          | Amandine Petit a 23 ans et mesure 1,75 m lorsqu'elle est élue Miss France. Elle suit un master 2 management des établissements et structures gérontologiques à l'IAE de Caen. Elle représente la France à Miss Univers 2020, où elle se classe 13e. |
| 2022      |                           | Diane Leyre                   | Miss Île-de-France           | Paris                  | Caen                | Diane Leyre a 24 ans et mesure 1,77 m lorsqu'elle est élue Miss France. Diplômée de commerce international, elle travaille dans la promotion immobilière. |
| 2023      |                           | Indira Ampiot                 | Miss Guadeloupe              | Basse-Terre            | Châteauroux         | Indira Ampiot a 18 ans et mesure 1,77 m lorsqu'elle est élue Miss France. Étudiante en licence de communication, elle souhaite travailler dans le design spécialisé dans la communication publicitaire et visuelle. |
| 2024      |                           | Ève Gilles                    | Miss Nord-Pas-de-Calais      | Quaëdypre              | Dijon               | Ève Gilles a 20 ans et mesure 1,71 m lorsqu’elle est élue Miss France. Étudiante en licence de mathématiques, elle souhaite devenir statisticienne. |
| 2025      |                           | Angélique Angarni-Filopon     | Miss Martinique              | Fort-de-France         | Futuroscope         | Angélique Angarni-Filopon a 34 ans et mesure 1,83 m lorsqu'elle est élue Miss France. Hôtesse de l'air de profession, elle est la première candidate à l'élection de Miss France à se présenter en étant âgée de plus de 30 ans ainsi que la première Miss Martinique à être élue Miss France. |

## Palmarès par régions représentées depuis 1920
| Nombre d'élections      | Région                           | Année(s)                                                                                       |
| ----------------------- | -------------------------------- | ---------------------------------------------------------------------------------------------- |
| 16                      | Île-de-France                    | 1933, 1934, 1935, 1939, 1948, 1949, 1950, 1955, 1963, 1970, 1972, 1978, 1983, 1986, 1997, 2022 |
| 10                      | Nouvelle Aquitaine               | 1920, 1952, 1959, 1966, 1972, 1977, 1983, 1989, 1990, 1995                                     |
| 9                       | Grand Est                        | 1940, 1969, 1973, 1975, 1985, 1987, 1998, 2004, 2012                                           |
| 8                       | Hauts-de-France                  | 1936, 1953, 2001, 2007, 2015, 2016, 2018, 2024                                                 |
| 7                       | Auvergne-Rhône-Alpes             | 1930, 1957, 1965, 1968, 1988, 1996, 2002                                                       |
| 7                       | Normandie                        | 1958, 1967, 1981, 1984, 2005, 2010, 2021                                                       |
| 6                       | Bretagne                         | 1928, 1937, 1960, 1961, 1962, 2011                                                             |
| 6                       | Occitanie                        | 1929, 1931, 1938, 1971, 2006, 2009                                                             |
| 6                       | Provence-Alpes-Côte-d'Azur       | 1932, 1947, 1951, 1954, 1979, 1982                                                             |
| 4                       |                                  |                                                                                                |
| Guadeloupe              | 1993, 2003, 2020, 2023           |                                                                                                |
| Polynésie française     | 1974, 1991, 1999, 2019           |                                                                                                |
| Bourgogne-Franche-Comté | 1927, 1980, 2000, 2013           |                                                                                                |
| 3                       | Pays de la Loire                 | 1964, 1992, 1994                                                                               |
| 2                       | Réunion                          | 1976, 2008                                                                                     |
| 1                       | Martinique                       | 2025                                                                                           |
| 1                       | Guyane                           | 2017                                                                                           |
| 1                       | Centre-Val de Loire              | 2014                                                                                           |
| 1                       | Nouvelle-Calédonie               | 1978[A]                                                                                        |
| 1                       | Corse                            | 1921                                                                                           |
| 0                       | Mayotte                          |                                                                                                |
| 0                       | Saint-Martin et Saint-Barthélemy |                                                                                                |
| 0                       | Saint-Pierre-et-Miquelon         |                                                                                                |
| 0                       | Wallis-et-Futuna                 |                                                                                                |

### Palmarès par région administrative
- Si vous ne connaissez pas le sujet, laissez ce bandeau (vous pouvez alors contacter les auteurs).
- Si vous supprimez le contenu mis en cause (vous pouvez préalablement contacter les auteurs),

argumentez précisément cette suppression dans la page de discussion
(un manque de référence n'est pas un argument ; une recherche réelle de référence doit avoir été effectuée, être formellement documentée).
Le tableau ci-dessous récapitule le nombre de victoires par région administrative française, dont les dernières modifications datent du 20 décembre 2024. L'exposant « [A] » signifie un abandon de la Miss France élue, le « [D] » indique une destitution tandis que le « [R] » évoque la Miss qui a été désignée pour la remplacer.
| Rang     | Région                                | Comité(s) et année(s)                                                                            |
| -------- | ------------------------------------- | ------------------------------------------------------------------------------------------------ |
| 1er (16) | Miss Île-de-France                    | Île-de-France : 1939, 1963, 2022                                                                 |
| 1er (16) | Miss Île-de-France                    | Paris : 1933, 1934, 1935[R], 1948, 1949, 1950, 1955, 1970, 1972[A], 1978[R], 1983[D], 1986, 1997 |
| 2e (10)  | Nouvelle-Aquitaine                    | Aquitaine : 1920, 1989, 1990, 1995                                                               |
| 2e (10)  | Nouvelle-Aquitaine                    | Bordeaux : 1983[R]                                                                               |
| 2e (10)  | Nouvelle-Aquitaine                    | Charente : 1966[R]                                                                               |
| 2e (10)  | Nouvelle-Aquitaine                    | Côte d'Argent : 1952                                                                             |
| 2e (10)  | Nouvelle-Aquitaine                    | Poitou : 1959, 1972[R], 1977                                                                     |
| 3e (10)  | Grand-Est                             | Alsace : 1940, 1969, 1985, 1987, 2004, 2012                                                      |
| 3e (10)  | Grand-Est                             | Lorraine : 1973, 1975, 1998                                                                      |
| 3e (10)  | Grand-Est                             | Sarrebrück : 1935[D]                                                                             |
| 4e (8)   | Hauts-de-France                       | Nord-Pas-de-Calais : 2015, 2016, 2018, 2024                                                      |
| 4e (8)   | Hauts-de-France                       | Picardie : 1936, 1953, 2001, 2007                                                                |
| 5e (7)   | Auvergne-Rhône-Alpes                  | Bresse et Bugey : 1988                                                                           |
| 5e (7)   | Auvergne-Rhône-Alpes                  | Lyon : 1930, 1965, 2002                                                                          |
| 5e (7)   | Auvergne-Rhône-Alpes                  | Pays de Savoie : 1996                                                                            |
| 5e (7)   | Auvergne-Rhône-Alpes                  | Saint-Étienne : 1957, 1968                                                                       |
| 5e (7)   | Provence-Alpes-Côte d'Azur            | Cannes : 1966[A]                                                                                 |
| 5e (7)   | Provence-Alpes-Côte d'Azur            | Côte d'Azur : 1932, 1947, 1954, 1982                                                             |
| 5e (7)   | Provence-Alpes-Côte d'Azur            | Marseille : 1979                                                                                 |
| 5e (7)   | Provence-Alpes-Côte d'Azur            | Saint-Tropez : 1951                                                                              |
| 5e (7)   | Miss Normandie                        | Normandie : 1958, 1967, 1981, 1984, 2005, 2010, 2021                                             |
| 8e (6)   | Miss Bretagne                         | Bretagne : 1928, 1937, 1961[R], 2011                                                             |
| 8e (6)   | Miss Bretagne                         | Côte d'Émeraude : 1960, 1962                                                                     |
| 8e (6)   | Occitanie                             | Albigeois-Midi-Pyrénées : 2009                                                                   |
| 8e (6)   | Occitanie                             | Garonne : 1931                                                                                   |
| 8e (6)   | Occitanie                             | Gascogne : 1929                                                                                  |
| 8e (6)   | Occitanie                             | Languedoc : 2006                                                                                 |
| 8e (6)   | Occitanie                             | Languedoc-Roussillon : 1971                                                                      |
| 8e (6)   | Occitanie                             | Pyrénées-Orientales : 1938                                                                       |
| 10e (5)  | Polynésie française                   | Tahiti : 1974, 1980[A], 1991, 1999, 2019                                                         |
| 11e (4)  | Bourgogne-Franche-Comté               | Bourgogne : 2000, 2013                                                                           |
| 11e (4)  | Bourgogne-Franche-Comté               | Jura : 1927, 1980[R]                                                                             |
| 11e (4)  | Miss Guadeloupe                       | 1993, 2003, 2020, 2023                                                                           |
| 13e (3)  | Miss Pays de la Loire                 | Pays de la Loire : 1992, 1994                                                                    |
| 13e (3)  | Miss Pays de la Loire                 | Vendée : 1964                                                                                    |
| 14e (2)  | Miss Réunion                          | 1976, 2008                                                                                       |
| 15e (1)  | Miss Martinique                       | 2025                                                                                             |
| 15e (1)  | Miss Guyane                           | 2017                                                                                             |
| 15e (1)  | Miss Centre-Val-de-Loire              | Orléanais : 2014                                                                                 |
| 15e (1)  | Maroc                                 | 1956                                                                                             |
| 15e (1)  | Miss Corse                            | 1921                                                                                             |
| 16e (0)  | Indochine                             | 1961[D]                                                                                          |
| 16e (0)  | Miss Nouvelle-Calédonie               | 1978[A]                                                                                          |
| 16e (0)  | Miss Mayotte                          |                                                                                                  |
| 16e (0)  | Miss Saint-Martin et Saint-Barthélemy |                                                                                                  |
| 16e (0)  | Saint-Pierre et Miquelon              |                                                                                                  |
| 16e (0)  | Miss Wallis-et-Futuna                 |                                                                                                  |

### Palmarès par comité
Le tableau ci-contre présente le nombre de victoires par comités existants ou disparus aujourd'hui. Plus précisément, il s'agit du titre présent sur l'écharpe de la Miss, au cours de l'élection.
Les comités disparus sont présentés en italique. L'exposant « [A] » signifie un abandon de la Miss France élue, le « [D] » indique une destitution tandis que le « [R] » évoque la Miss qui a été désignée pour la remplacer.
Des Miss d'un même comité ont été successivement élues Miss France :
- 4 Miss Paris successives de 1932 à 1935 ont été Miss France : Lyne de Souza, Jacqueline Bertin-Lequien, Simone Barillier, Gisèle Préville (après le retrait d'Élisabeth Pitz, Miss Sarrebruck) ;
- 3 Miss Paris successives élues Miss France 1948, 1949 et 1950 : Jacqueline Donny, Juliette Figueras et Maryse Delort ;
- 2 Miss Aquitaine successives élues Miss France 1989 et 1990 : Peggy Zlotkowski et Gaëlle Voiry ;
- 2 Miss Nord-Pas-de-Calais successives élues Miss France 2015 et 2016 : Camille Cerf  et Iris Mittenaere.
- 2 Miss venant de l'outre-mer successives élues Miss France 2019 et 2020 : Vaimalama Chaves Miss Tahiti 2018 et Clémence Botino Miss Guadeloupe 2019.

### Palmarès par pourcentage de vote
De Miss France 2010 à Miss France 2020 , les téléspectateurs sont les seuls à choisir Miss France parmi les 5 finalistes, sans prendre en compte l'avis du jury.
| Année | Élue              | Région représentée      | % de vote | Différence de % avec la 1re dauphine |
| ----- | ----------------- | ----------------------- | --------- | ------------------------------------ |
| 2010  | Malika Ménard     | Miss Normandie          | 34,00     | 13,90                                |
| 2011  | Laury Thilleman   | Miss Bretagne           | 37,00     | 20,20                                |
| 2012  | Delphine Wespiser | Miss Alsace             | 32,30     | 0,70                                 |
| 2013  | Marine Lorphelin  | Miss Bourgogne          | 41,67     | 17,73                                |
| 2014  | Flora Coquerel    | Miss Orléanais          | 27,81     | 7,94                                 |
| 2015  | Camille Cerf      | Miss Nord-Pas-de-Calais | 29,03     | 4,69                                 |
| 2016  | Iris Mittenaere   | Miss Nord-Pas-de-Calais | 26,50     | 6,90                                 |
| 2017  | Alicia Aylies     | Miss Guyane             | 27,89     | 1,73                                 |
| 2018  | Maëva Coucke      | Miss Nord-Pas-de-Calais | 29,20     | 3,95                                 |
| 2019  | Vaimalama Chaves  | Miss Tahiti             | 44,00     | 24,00                                |
| 2020  | Clémence Botino   | Miss Guadeloupe         | 31,95     | 1,25                                 |

## Lieu
- Si vous ne connaissez pas le sujet, laissez ce bandeau (vous pouvez alors contacter les auteurs).
- Si vous supprimez le contenu mis en cause (vous pouvez préalablement contacter les auteurs),

argumentez précisément cette suppression dans la page de discussion
(un manque de référence n'est pas un argument ; une recherche réelle de référence doit avoir été effectuée, être formellement documentée).
Depuis l'élection de Miss France 2011, l'organisation privilégie la région de la Miss en titre comme région d'accueil pour la prochaine cérémonie. Il y a eu 7 exceptions en 2013, 2017, 2018, 2020, 2021, 2023 et 2024, notamment car les Miss France 2017, 2019, 2020 et 2023 viennent de régions d'outre-mer, il aurait été compliqué pour l'organisation d'organiser une élection dans leur région d'origine pour raisons budgétaires et à cause du décalage horaire.

## Sélections régionales
De 2001 à 2006, l'élection voit concourir entre 44 et 48 candidates.
Entre 2007 et 2010, le nombre de candidates à l'élection varie entre 38 et 36 candidates.
Pour l'élection de Miss France 2011, 33 candidates sont présentes à la suite de la réorganisation des comités régionaux. En effet, les titres de Miss Albigeois Midi-Pyrénées et Miss Quercy-Rouergue fusionnent pour créer Miss Midi-Pyrénées, tandis que Miss Flandre et Miss Artois-Hainaut fusionnent pour donner Miss Nord-Pas-de-Calais. Miss Aquitaine absorbe Miss Béarn-Gascogne, Miss Île-de-France absorbe Miss Paris et Miss Rhône-Alpes absorbe Miss Loire-Forez. Cette même année, Miss Berry Val de Loire devient Miss Centre.
Pour Miss France 2013, une nouvelle sélection voit le jour pour représenter la partie française de l'île de Saint-Martin. Elle concourt une année sur deux en alternance avec Miss Saint-Pierre-et-Miquelon.
Pour l'élection de Miss France 2016, les titres de Miss Centre et Miss Orléanais fusionnent pour former Miss Centre-Val-de-Loire et Miss Rhône-Alpes absorbe Miss Pays de Savoie. Ce sont donc 31 candidates qui concourent à l'élection.
De l'élection de Miss France 2017 à Miss France 2020, 30 candidates participent à l'élection à la suite de la fusion des titres de Miss Languedoc et Miss Roussillon pour recréer le titre Miss Languedoc-Roussillon apparue pour la dernière fois à Miss France 2009. Par ailleurs, l'île des petites Antilles de Saint-Barthélemy est représentée pour la première fois au concours en s'associant avec Saint-Martin, sous le titre Miss Saint-Martin et Saint-Barthélemy, concourant toujours une année sur deux, en alternance avec Miss Saint-Pierre-et-Miquelon. Petite exception pour l'élection de Miss France 2020 qui voit de nouveau concourir une candidate de Miss Saint-Martin et Saint-Barthélemy, à cause de l'annulation de l'élection de Miss Saint-Pierre-et-Miquelon pour cause d'insuffisance de nombre de candidates.
Pour l'élection de Miss France 2021, le concours Miss Wallis-et-Futuna est organisé, pour la première fois depuis  l'élection de Miss France 2005, ce qui porte le nombre total de candidates à 31. Or cette année-là, en raison de la pandémie de Covid-19, le comité organisateur de Miss Saint-Martin et Saint-Barthélémy décide de ne pas faire concourir sa candidate, et l'élection de Miss Tahiti n'a tout simplement pas lieu. Il y a donc 29 candidates au titre de Miss France 2021. Pour l'élection de Miss France 2022, malgré le retour du concours Miss Tahiti, le nombre de candidates reste à 29, du fait du retrait du concours de Miss Wallis-et-Futuna.
Finalement, pour le concours de Miss France 2023, le nombre de candidates revient à 30. En effet, le comité Miss Languedoc-Roussillon se scinde à nouveau pour reformer les comités Miss Languedoc et Miss Roussillon, et Miss Mayotte se retire de la compétition, l'organisation n'ayant pas trouvé de repreneur.

## Représentation de la France aux concours internationaux majeurs

### Meilleurs classements à Miss Monde
Seule une représentante française a remporté le titre depuis la création du concours Miss Monde en 1951. Il s'agit de Denise Perrier en 1953, qui devient ensuite modèle de photos et actrice. Elle fait plusieurs apparitions dans le jury des éditions du concours Miss Monde.
Depuis 2009, 6 miss sur 11 se sont classées parmi les demi-finalistes du concours.
- Élue Miss Monde 1953 :
  - Denise Perrier
- Élues 1re dauphine de Miss Monde :
  - Claudine Auger (1957), Miss Cinémonde 1957.
  - Véronique Caloc (1998), 1re dauphine de Miss France 1998 ; Miss Martinique 1997
  - Marine Lorphelin (2013), Miss France 2013 ; Miss Bourgogne 2012
  - Ophély Mézino (2019), 1re dauphine de Miss France 2019 ; Miss Guadeloupe 2018
- Élues 2e dauphine de Miss Monde :
  - Monique Lemaire (1962), Miss France 1962 ; Miss Côte d'Émeraude 1961
  - Patricia Barzyk (1980), Miss France 1980 ; Miss Jura 1979
- Élue 3e dauphine de Miss Monde
  - Chloé Mortaud (2009), Miss France 2009 ; Miss Albigeois Midi-Pyrénées 2008
  - Aurore Kichenin (2017), 1re dauphine de Miss France 2017 ; Miss Languedoc-Roussillon 2016.

### Meilleurs classements à Miss Univers
Depuis la création du concours de Miss Univers en 1952, deux représentantes françaises ont remporté la couronne.
Depuis 2009, 8 miss sur 11 ont été classées dans le « Top 15 » du concours. Les représentantes françaises sont plutôt bien placées depuis l'arrivée de Sylvie Tellier à la tête de la société Miss France. Ces performances peuvent s'expliquer par une meilleure préparation au concours, avec un coach beauté et un coach sportif notamment[réf. nécessaire].
- Élues Miss Univers :
  - Christiane Martel, Miss Cinémonde, élue Miss Univers 1953.
  - Iris Mittenaere (2016), Miss France 2016 (Miss Nord-Pas-de-Calais 2015) élue Miss Univers 2016
- Élues 3e dauphine de Miss Univers :
  - Flora Coquerel (2015), Miss France 2014 (Miss Orléanais 2013)
- Élues 5e dauphine de Miss Univers :
  - Myriam Stocco (1971), Miss France 1971 (Miss Languedoc-Roussillon 1970)
  - Chloé Mortaud (2009), Miss France 2009 (Miss Albigeois Midi-Pyrénées 2008)
  - Laury Thilleman (2011), Miss France 2011 (Miss Bretagne 2010)
  - Marie Payet (2012), 2e dauphine de Miss France 2012 (Miss Réunion 2011).

### Meilleur classement à Miss International
- Élue Miss International
  - Sophie Perin (1976), Miss France 1975 (Miss Lorraine 1974) élue Miss International 1976.

## Jurys
Cette section ne s'appuie pas, ou pas assez, sur des sources secondaires ou tertiaires indépendantes du sujet. Le texte peut contenir des analyses inexactes ou inédites de sources primaires.
Pour l'améliorer, ajoutez-en, ou placez des modèles {{Source secondaire souhaitée}} ou {{Source secondaire nécessaire}} sur les passages mal sourcés. (décembre 2022)

## L'après Miss France

### Chroniqueuse et/ou animatrice d'émission de télévision et de radio
Beaucoup d'anciennes Miss France se sont servies de leur notoriété pour engager une carrière dans l'audiovisuel et dans les médias. Valérie Pascal, Miss France 1986, est devenue animatrice dès la fin de son règne, notamment de l'émission de télé-achat M6 Boutique. Sophie Thalmann, Miss France 1998 qui avait déclaré vouloir prendre la place de Jean-Pierre Foucault au moment de son interview, est devenue une animatrice emblématique de la chaîne Equidia. Élodie Gossuin a animé de nombreuses émissions sur les chaines du service public et TF6 et est animatrice radio depuis 2011. Malika Ménard et Laury Thilleman sont devenues journalistes. À la suite de son titre de Miss Univers, Iris Mittenaere devient animatrice sur TF1 et à la radio.
Ce sont surtout les chaines de la TNT et du câble qui font confiance aux Miss France pour animer des émissions. C'est le cas pour Mareva Galanter, Cindy Fabre, Rachel Legrain-Trapani, Valérie Bègue, Delphine Wespiser ou encore Camille Cerf. La plupart le font en parallèle d'une autre activité ou arrêtent après quelques années.

### Participation des Miss régionales à des émissions de téléréalité
À la suite de la notoriété apportée par leur participation au concours Miss France, certaines Miss régionales sont également sollicitées pour participer à des émissions de divertissement ou de télé-réalité :
- Maud Garnier, Miss Pays de Loire 1999, classée 6e dauphine de Miss France 2000 a participé à la saison 2 de Koh-Lanta à Nicoya en 2002 puis à Koh Lanta : La revanche des héros en 2012.
- Andy Raconte, youtubeuse française, est élue Miss Berry Val de Loire 2006 et demi-finaliste à Miss France 2007 participe à Secret Story 1. L'intitulé de son secret n'était pas d'être une ancienne Miss mais qu'elle avait des TOC. Elle est restée deux semaines dans la maison.
- Raphaëlle Navarro, Miss Languedoc 2000 et demi-finaliste à Miss France 2001 et Isabelle Da-Silva, Miss Paris 1993 et 4e dauphine de Miss France 1994, participent à la 9e saison de Koh-Lanta
- Kelly Bochenko, Miss Paris 2009 (destituée), participe à la 3e saison de La Ferme Célébrités.
- Manika Auxire, Miss Poitou-Charentes 2011 participe à la 9e saison de Star Academy, diffusée sur NRJ 12. Elle est éliminée dès la première semaine.
- Déborah Lopez, Miss Champagne-Ardenne 2007, participe à la quatrième  saison du Bachelor, le gentleman célibataire. Megghann Samson, Miss Île-de-France 2011, et Solène Froment, Miss Provence 2011 et 3e dauphine de Miss France 2012, participent à l'émission à la cinquième saison.
- Marie Payet, 2e dauphine de Miss France 2012 participe aux auditions de la 3e saison de The Voice, la plus belle voix et interprète le titre This Love de Maroon 5. Elle n'est pas retenue par les coachs.
- Alison Cossenet, 6e dauphine de Miss France 2012 participe à la 3e saison d'Hollywood Girls
- Norma Julia, Miss Roussillon 2013 destituée pour photos dénudées, et Montaine Mounet, première dauphine de Miss Provence 2015 ont participé à l'émission les Marseillais.
- Sophie Vouzelaud, 1re dauphine de Miss France 2007, participe à la 6esaison de Danse avec les stars. Elle est la première personne sourde participant à l'émission.
- Kleofina Pnishi (en) et Julia Sidi Atman, Miss Provence et Miss Côte d'Azur à l'élection de Miss France 2018 participent à la douzième saison de Pékin Express en 2019.
- Cassandra Julia, 5e dauphine de Miss France 2018 participe aux 5e, 6e et 7e saisons de La Villa des cœurs brisés[100]. Elle participe également à la première saison de La bataille des Clans et à la saison 2 des Cinquante
- Caroline Perengo, Miss Côte d'Azur 2018, participe a la 7e saison de La Villa des cœurs brisés.
- Gennifer Demey, 5e dauphine de Miss France 2016, participe à la deuxième saison de l'émission Les Traîtres sur M6 et se classe deuxième.
- Lison Di Martino, Miss Île-de-France 2017 et deuxième dauphine de Maëva Coucke Miss France 2018, participe à la première saison de Cosmic Love, émission de Nabilla sur Prime Video[101].
- Cécile Wolfrom (Miss Alsace 2021 et 2e dauphine de Miss France 2022) et Marion Navarro (Miss Franche-Comté 2022 et 2e dauphine de Miss France 2023) participent à la vingtième saison de Pékin Express en 2025[102], saison qu'elles remportent[103].

### Influenceuses sur les réseaux sociaux
La plupart des Miss des deux dernières décennies utilisent les réseaux sociaux pour communiquer avec leurs fans, poster des photos de leur vie quotidienne ou pour des placements de produits de marques. Elles sont notamment actives sur Instagram, réseau social de partage de photos.

## Produits dérivés
La marque Miss France a été associée à de nombreux produits dérivés : lunettes, livres de conseil beauté, etc.
Un jeu vidéo officiel, Deviens Miss France est sorti sur Windows et Nintendo DS. Il a été développé par Gimagin et édité par Micro Application. Sur Jeuxvideo.com, les deux versions obtiennent respectivement la note de 4/20 et 2/20.

## Dans la culture
Cette section ne s'appuie pas, ou pas assez, sur des sources secondaires ou tertiaires indépendantes du sujet. Le texte peut contenir des analyses inexactes ou inédites de sources primaires.
Pour l'améliorer, ajoutez-en, ou placez des modèles {{Source secondaire souhaitée}} ou {{Source secondaire nécessaire}} sur les passages mal sourcés. (décembre 2022)
- Ce concours de beauté est évoqué dans le film Prix de beauté (1930, qui a pour autre titre Miss Europe) réalisé par Augusto Genina, où Louise Brooks interprète une jolie dactylographe qui devient Miss France puis Miss Europe à l'insu de son fiancé jaloux.
- En 2009, le chanteur Helmut Fritz sort la chanson humoristique Miss France.
- En 2018, Jean-Claude Lalumière publie un roman aux éditions Arthaud, Miss, qui met en scène le parcours d'une gagnante du concours de La plus belle femme de France (nom original du concours créé en 1920).
- En 2020, Ruben Alves réalise le film Miss, qui met en avant le parcours d'un homme qui participe au concours Miss France en tant que travesti. Sylvie Tellier joue le rôle de la présentatrice et Pascale Arbillot celui de la directrice générale de la société Miss France. En raison de la pandémie de Covid-19, la sortie du film est repoussée.
- En novembre 2020, à l'occasion du centenaire du concours, Sylvie Tellier publie un ouvrage intitulé Miss France, 1920-2020[106].